# Gonialoe
Gonialoe je maleni rod sukulentnih biljaka iz porodice čepljezovki čije su tri vrste raširene od Angole na sjeveru preko Namibije do Južne Afrike.
SSve tri vrste nekada su bile uključene u rod aloja (Aloe).
Rod je opisan 2014.

## Vrste
1. Gonialoe dinteri (A.Berger) Boatwr. & J.C.Manning
2. Gonialoe sladeniana (Pole-Evans) Boatwr. & J.C.Manning
3. Gonialoe variegata (L.) Boatwr. & J.C.Manning